# AGS102
AGS102は、シドニーで活躍する日本のアイドルグループ。ワーキングホリデーで滞在している日本人がメンバーとして所属している。日本や韓国などのアジア系のショップが連ねるRegend Placeにあるカフェ、テツおじさんのチーズケーキ(Uncle Tetsu)で接客をしながらパフォーマンスを行う。

## 概要
名前の由来は、Uncle Tetsu's Angel Garden から。

パフォーマンス
- 水曜　30分(＄8)
- 土曜　60分(＄15)

2019年には、オーストラリアのアニメフェス「SMASH!」にて、DEAR KISSとのコラボが実現した。